# E-Tower

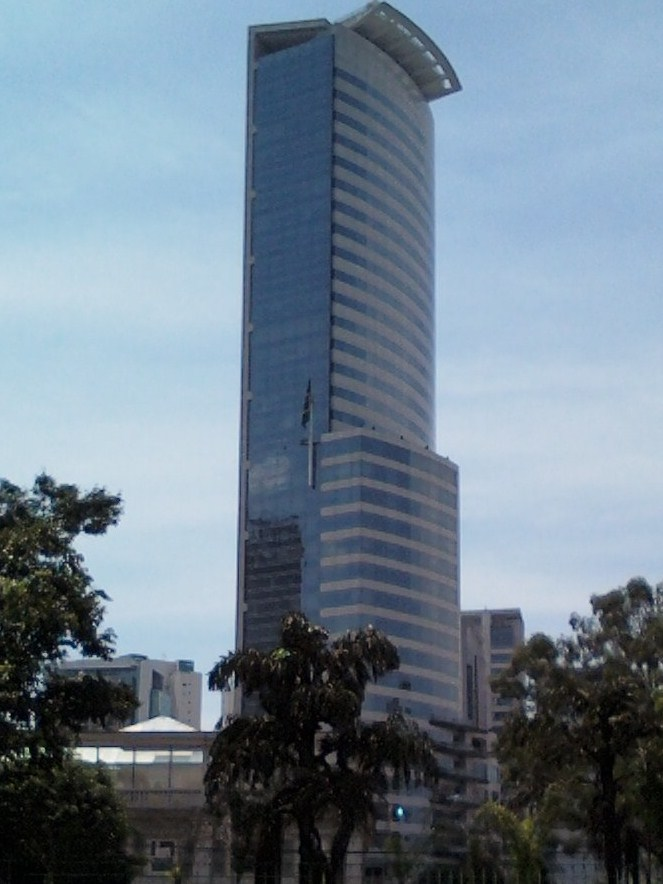
E-Tower

E-Tower är en 148 meter hög skyskrapa i São Paulo, Brasilien. E-Tower byggdes 2002-2005 och är med 37 våningar. 